# René Bader
René Bader (7 agosto 1922 – 6 maggio 1995) è stato un calciatore svizzero, di ruolo attaccante.

## Carriera
Vinse il campionato svizzero nel 1953 e la Coppa di Svizzera nel 1947.

## Palmarès

### Giocatore

#### Competizioni nazionali
- Campionato svizzero: 1

Basilea: 1952-1953
- Coppa Svizzera: 1

Basilea: 1946-1947